# Trojan T103
La Trojan T103 è una monoposto di Formula 1, costruita dalla scuderia britannica Trojan-Tauranac Racing, per partecipare inizialmente al campionato di Formula 5000 e poi impiegata nel campionato mondiale di Formula Uno del 1974.   
Progettata da Ron Tauranak e guidata da Tim Schenken, la vettura montava gomme della Firestone ed era dotata di un motore Ford Cosworth DFV. Esordì al gran premio di Spagna 1974.